# Montellà i Martinet
Montellà i Martinet (em catalão e oficialmente) ou Montellá Martinet (em castelhano) é um município da Espanha na comarca da Baixa Cerdanha, província de Lérida, comunidade autónoma da Catalunha. Tem 54,7 km² de área e em 2021 tinha 596 habitantes (densidade: 10,9 hab./km²).
O município foi formado em 1970, unindo Víllec, Estana e Montellà del Cadí.

## Demografia
| Variação demográfica do município entre 1900 e 2010[carece de fontes?] | Variação demográfica do município entre 1900 e 2010[carece de fontes?] | Variação demográfica do município entre 1900 e 2010[carece de fontes?] | Variação demográfica do município entre 1900 e 2010[carece de fontes?] | Variação demográfica do município entre 1900 e 2010[carece de fontes?] | Variação demográfica do município entre 1900 e 2010[carece de fontes?] | Variação demográfica do município entre 1900 e 2010[carece de fontes?] | Variação demográfica do município entre 1900 e 2010[carece de fontes?] | Variação demográfica do município entre 1900 e 2010[carece de fontes?] | Variação demográfica do município entre 1900 e 2010[carece de fontes?] | Variação demográfica do município entre 1900 e 2010[carece de fontes?] |
| ---------------------------------------------------------------------- | ---------------------------------------------------------------------- | ---------------------------------------------------------------------- | ---------------------------------------------------------------------- | ---------------------------------------------------------------------- | ---------------------------------------------------------------------- | ---------------------------------------------------------------------- | ---------------------------------------------------------------------- | ---------------------------------------------------------------------- | ---------------------------------------------------------------------- | ---------------------------------------------------------------------- |
| 1900                                                                   | 1930                                                                   | 1950                                                                   | 1970                                                                   | 1981                                                                   | 1986                                                                   | 1991                                                                   | 1996                                                                   | 2001                                                                   | 2004                                                                   | 2010                                                                   |
| 784                                                                    | 791                                                                    | 1.018                                                                  | 686                                                                    | 561                                                                    | 562                                                                    | 555                                                                    | 493                                                                    | 529                                                                    | 535                                                                    | 671                                                                    |